# Südwestdeutschen Eisenbahnen
Pour les articles homonymes, voir SWDE.
La Betriebsvereinigung der Südwestdeutschen Eisenbahnen ou SWDE (littéralement : « Chemins de fer du sud-ouest  allemand ») était un réseau ferroviaire dans le sud-ouest de l'Allemagne, opérant en zone d'occupation française après la Seconde Guerre mondiale.
En 1952, elle fut entièrement intégrée dans la Deutsche Bundesbahn.